# Carciato
Carciato (IPA: /karˈʧato/, Carcià in solandro) è una frazione del comune di Dimaro Folgarida, in Trentino-Alto Adige.

## Storia
Il toponimo di origini neolatine, secondo uno studio di Quirino Bezzi, deriva dalla càrice, una pianta palustre, documentato nei Census Ananici del 1215 con il nome di Carçanum, e nel 1220 come Carza.
Nel XVI secolo andò a formare un'unica curazia con Dimaro, fu successivamente aggregato al comune di Presson e finì per essere costituito comune autonomo nel 1918. Nel 1928 divenne nuovamente frazione di Presson, comune dal quale si distaccò nel 1953 andando a formare quello di Dimaro.
Dal 1º gennaio 2016 è una delle cinque frazioni del comune sparso di Dimaro Folgarida.

## Monumenti e luoghi d'interesse

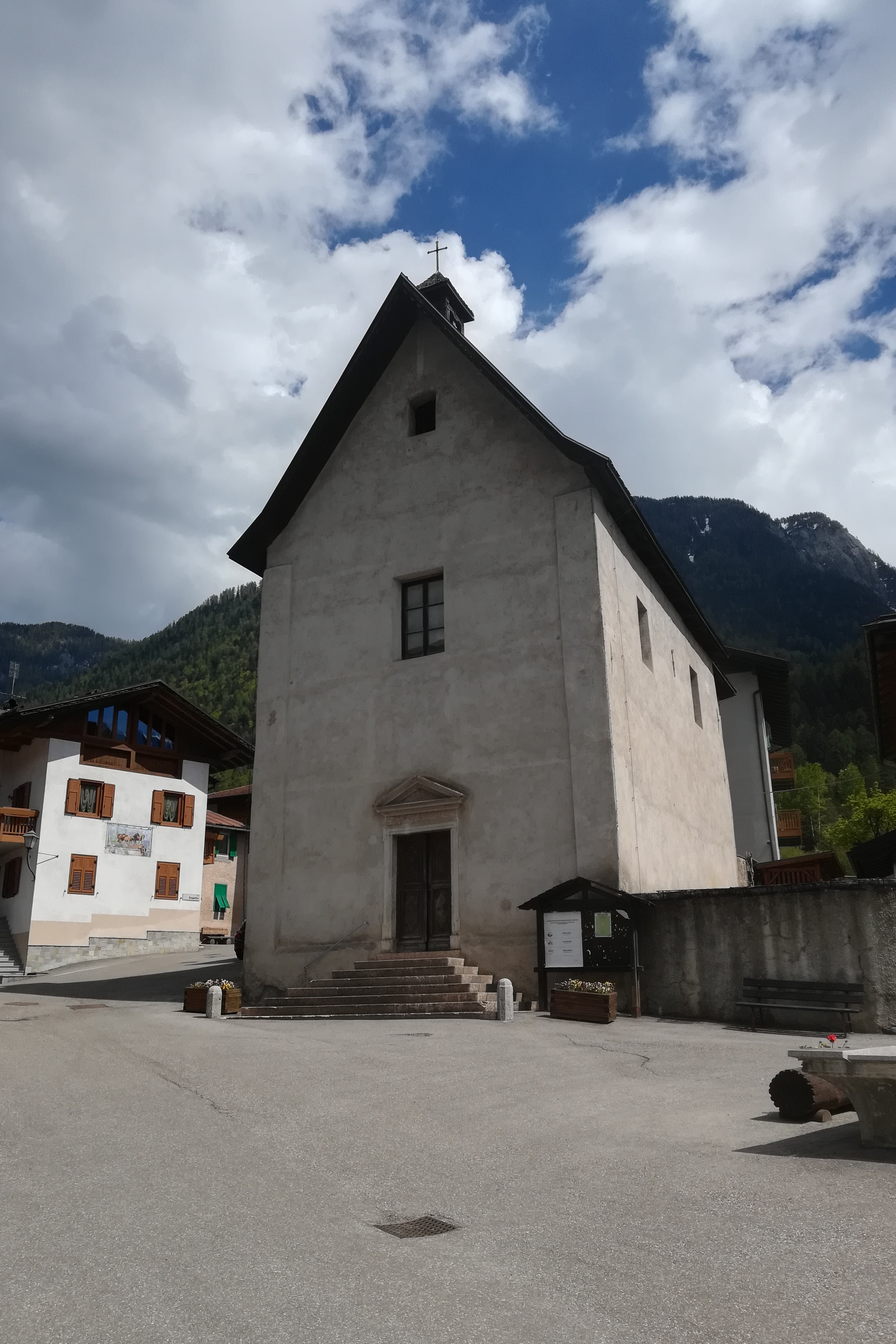
Chiesa della Natività di San Giovanni Battista

- Chiesa della Natività di San Giovanni Battista, chiesa della frazione, risale alla metà del XVIII secolo.[5] Conserva al suo interno una settecentesca Assunzione di Maria.[5]
- Maso Ronco, palazzo dei Valenti, illustre famiglia di sacerdoti, notai e avvocati originaria di Monclassico tra i quali spicca lo storico Silvestro Valenti.[6]